# Ariel Meredith
Ariel Meredith (nacida el 11 de julio de 1986) es una modelo estadounidense que apareció en la edición de trajes de baño de Sports Illustrated 2009, 2012, 2013, 2014 y 2015. Nacida en Shreveport, Louisiana, hizo algunas sesiones como modelo a tiempo parcial a partir de 1998, hasta que terminó su educación.

## Antecedentes
Originaria de Shreveport, Louisiana, fue parlamentaria de alto rango y senadora principal en el consejo estudiantil de su clase, curso 2001–2002 en el Huntington High School. Después de graduarse de secundaria, se mudó a la ciudad de Nueva York. El nombre de la madre de Meredith es Marjorie Meredith y el nombre de su padre es David Meredith.

## Carrera
Aunque fue descubierta a los 14 años, no siguió el modelaje como una carrera de tiempo completo hasta después de completar su educación en 2008. En 1998, ganó un concurso de modelos con 500 participantes en Dallas y firmó con Ford Models en Nueva York y Campbell Modeling Agency en Dallas. Recibió 32 devoluciones de llamadas del concurso. Cuando era adolescente apareció en las revistas Seventeen, Teen Cosmopolitan, Cosmopolitan y Teen. Comenzó a viajar a nivel nacional mientras aún estaba en la escuela. En 2002 apareció en el programa de MTV Fashionably Loud. Comenzó a modelar regularmente en 2005. Cuando una de sus primeras agencias de modelaje exigió que se sometiera a una cirugía de reducción de senos, ella se negó y fue retirada de la agencia.  
El New York Times mencionó su video secreto de belleza de YouTube sobre el uso de un cepillo de dientes para exfoliar los labios antes de aplicar el brillo labial en 2007. Debutó en el Spring Show de Vera Wang en Nueva York en septiembre de 2008. Su experiencia de debut en la pasarela de la Semana de la Moda de Nueva York en septiembre de 2008, donde también modeló para Nicole Miller, fue narrada en USA Today. Apareció en espectáculos para un total de once diseñadores de moda, incluyendo una actuación de apertura para Junya Watanabe, que marcó su creciente estrellato. Después de sus shows en Nueva York, hizo ocho shows en Milán. Ha actuado en desfiles para Baby Phat, Brioni, Clips, Diesel, D&G, Elie Saab, Junya Watanabe, La Perla, Milly, Vera Wang y muchos más. Según The Times-Picayune, sus actuaciones en la Semana de la Moda de Nueva York y Milán en septiembre de 2008 la llevaron a su clasificación como una estrella en ascenso en la industria del modelaje.  
Aparece en la campaña publicitaria Dolce & Gabbana Primavera/Verano 2009, que fue filmada por Mario Testino. También posó para J.Crew, Ann Taylor Loft, H&M, David's Bridal, gafas de Cover Girl, Fossil, Target, Garnier Fructis, Nine West, Roca Wear, Victoria's Secret, The Limited, Sephora, Levi's y Gap. Meredith filmó el tema del traje de baño 2009 en playas, lagunas, cantinas y reservas naturales cerca de Tulum, México, en la Riviera Maya. A partir de 2014, está representada por Supreme Management en la ciudad de Nueva York.